# I think we should be friends
«I think we should be friends» es una canción de Jorge González lanzada como sencillo de su disco en inglés Naked Tunes (2014).
Tuvo un remix en el EP Mixed Feelings de 2015, que dura 4:20.

## Vídeo
El videoclip fue filmado en la ciudad de Berlín (Alemania), ciudad donde Leonino (Jorge) estuvo radicado entre 2012 y 2015. En el video aparece Leonino tocando la canción en distintos lugares de la ciudad.
- Datos: Q24936708